# Momoko Ohtani
Momoko Ohtani (japanisch 大谷 桃子 Ohtani Momoko, * 24. August 1995 in Tochigi) ist eine japanische Rollstuhltennisspielerin.

## Karriere
Momoko Ohtani war bis zum Ende ihrer Schulzeit nicht auf einen Rollstuhl angewiesen. Sie begann 2016, an Rollstuhltennisturnieren teilzunehmen. Nach Abschluss ihres Studiums 2019 widmete sie sich ganz dem Sport. 2020 gelang ihr bereits bei ihrer zweiten Grand-Slam-Teilnahme der Einzug in das Finale der French Open, das sie allerdings klar in zwei Sätzen gegen Yui Kamiji verlor. Sie hat bei allen Grand-Slam-Turnieren sowohl im Einzel als auch im Doppel mindestens das Halbfinale erreicht.
Bei den Para-Asienspielen gewann sie 2018 die Bronzemedaille im Einzel.
Momoko Ohtani hat zweimal bei Paralympischen Spielen teilgenommen. 2021 in Tokio kam sie bis ins Viertelfinale, wo sie gegen die Nummer eins der Weltrangliste und spätere Goldmedaillengewinnerin Diede de Groot verlor. Im Doppel konnte sie an der Seite von Yui Kamiji die Bronzemedaille gewinnen. Bei den Spielen in Paris 2024 kam sie im Einzel nicht über das Achtelfinale hinaus. Im Doppel scheiterte sie erneut an Diede de Groot. Ohtani und Saki Takamuro verloren gegen das niederländische Doppel de Groot / van Koot, welches später die Silbermedaille gewann.

## Leistungsbilanz bei den Grand-Slam-Turnieren

### Einzel
| Turnier         | 2020 | 2021 | 2022 | 2023 | 2024 | Karriere |
| --------------- | ---- | ---- | ---- | ---- | ---- | -------- |
| Australian Open | –    | HF   | –    | VF   | 1    | HF       |
| French Open     | F    | –    | VF   | HF   | HF   | F        |
| Wimbledon       |      | HF   | HF   | VF   | 1    | HF       |
| US Open         | VF   | VF   | VF   | HF   |      | HF       |

### Doppel
| Turnier         | 2020 | 2021 | 2022 | 2023 | 2024 | Karriere |
| --------------- | ---- | ---- | ---- | ---- | ---- | -------- |
| Australian Open | –    | HF   | –    | VF   | VF   | HF       |
| French Open     | HF   | –    | HF   | VF   | VF   | HF       |
| Wimbledon       |      | HF   | HF   | HF   | VF   | HF       |
| US Open         | HF   | HF   | HF   | VF   |      | HF       |

Zeichenerklärung: S = Turniersieg; F, HF, VF, AF = Einzug ins Finale / Halbfinale / Viertelfinale / Achtelfinale; 1, 2, 3 = Ausscheiden in der 1. / 2. / 3. Hauptrunde; nicht ausgetragen